# Pierre-Joseph Bernard
Pierre-Joseph Bernard, kallad Gentil-Bernard, född 26 augusti 1708 och död 1 november 1775, var en fransk skald.
Bernard har skrivit libretton till Jean-Philippe Rameaus berömda opera Castor et Pollux (1737) och en dikt, L'art d'aimer ("Konsten att älska"), efter Ovidius Ars amatoria.